# Haislahti
Haislahti est une baie du Lac Pihlajavesi au centre de la ville de Savonlinna en Finlande. 

## Présentation
La baie accueille un port en eaux profondes et un port de plaisance.